# Ібіс зелений
Ібіс зелений (Bostrychia olivacea) — вид пеліканоподібних птахів родини ібісових (Threskiornithidae).

## Поширення
Вид нерівномірно поширений у тропічній Африці від Сьєрра-Леоне до Кенії і Танзанії. Мешкає в густих тропічних вологих лісах.

## Опис
Птах завдовжки 65—75 см. Оперення темно-коричневе з відливом зеленого та бронзового кольору. Голова і шия також коричневі з блідою смугою під оком. Обличчя навколо ока синювато-чорне, а дзьоб червоний, завдовжки 9,5 см. Птах має характерний коричневий гребінь, який стає фіолетовим біля шиї. Пір'я хвоста темно-синє, а спинка і крила зеленувато-бронзові.

## Спосіб життя
Живе в густих гірських та низовинних лісах. Трапляється поодиноко, парами або зграями від 5 до 12 особин. Харчується різними безхребетними (комахами та їхніми личинками, багатоніжками, молюсками), рідше дрібними хребетними. Поживу шукає в лісовій підстилці, на болотах або мілководді. Ночує на верхівках великих мертвих дерев. Гніздо будує на деревах, що ростуть над водою. У кладці 3 зелених яйця з коричневими цятками.

## Підвиди
- B. o. olivacea (Du Bus de Gisignies, 1838) — живе в Ліберії, Сьєрра-Леоне та Кот-д'Івуарі.
- B. o. rothschildi (Bannerman, 1919) — з острова Принсіпі.
- B. o. cupreipennis (Reichenow, 1903) — Камерун, Габон, Конго і Демократична Республіка Конго.
- B. o. akeleyorum (Chapman, 1912) — живе в горах Кенії та Танзанії.

Підвид B. o. bocagei виділений в окремий вид.